# Casa delle Libertà

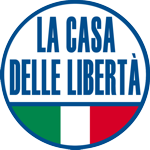
Logo der Casa delle Libertà

Die Casa delle Libertà (deutsch Haus der Freiheiten) war eine Allianz italienischer Mitte-rechts-Parteien zwischen 2000 und 2008. Sie wurde von Silvio Berlusconi geleitet und bestand im Kern aus Forza Italia, Alleanza Nazionale, Lega Nord und der christdemokratischen UDC. Einige kleinere Parteien, zum Beispiel der Nuovo PSI und die Republikanische Partei, waren zeitweise Mitglied der Allianz.

## Geschichte
Vorläufer der Allianz waren der Polo delle Libertà (in Norditalien) und Polo del Buon Governo (in Mittel- und Süditalien), die gemeinsam die Parlamentswahlen im Jahre 1994 gewannen. Die daraufhin gebildete Regierung Berlusconi I war nur von kurzer Dauer, weil die Lega Nord Anfang 1995 aus der Allianz ausstieg und zur Abwahl Berlusconis betrug. Zu den Neuwahlen 1996 trat der Polo per le Libertà landesweit, aber ohne Lega Nord, an und verlor.
Nach einer fünfjährigen Amtszeit einer Mitte-links-Regierung (L’Ulivo) gelang es Berlusconi, die „Hitzköpfe“ in den verschiedenen Partnerparteien der Allianz auf ein ausgewogenes, allen Partnern gerecht werdendes Programm einzustimmen. Die Casa delle Libertà gewann die Parlamentswahlen am 13. Mai 2001. Sie stellte bis zu den Parlamentswahlen 2006 die italienische Regierung (Kabinette Berlusconi II und Berlusconi III).
Bei den Regionalwahlen am 3. und 4. April 2005 hatte das Bündnis in elf von 13 Regionen eine herbe Wahlschlappe gegen die neu gegründete linksgerichtete L’Unione unter Romano Prodi erlitten und verlor schließlich, wenn auch unerwartet knapp, auch die Parlamentswahlen im April 2006.
Wegen teils starken Meinungsverschiedenheiten innerhalb der Casa delle Libertà über ihre politische Zukunftsstrategie zerbrach das Bündnis Mitte November 2007.

### Zusammenschluss zumPopolo della Libertà
Als Ausgangspunkt für eine neue Mitte-rechts-Koalition kündigte Berlusconi am 18. November 2007 die Gründung einer neuen Partei mit dem Namen Il Popolo della Libertà (deutsch: Volk der Freiheit) an. Berlusconis Ziel war es, die an der Casa delle Libertà beteiligten Parteien in das neue Bündnis zu integrieren und so einen Gegenpol zur wenige Wochen zuvor gegründeten Mitte-links-Einheitspartei Partito Democratico aufzubauen. Allerdings sprachen sich zunächst alle drei großen Bündnispartner (Alleanza Nazionale, Lega Nord und UDC) gegen eine Integration in die von Berlusconi neu gegründete Partei aus. Das Projekt wurde nach dem Fall der Regierung Prodi, Ende Januar 2008, kurzzeitig auf Eis gelegt.
Am 8. Februar 2008 gaben Berlusconi und Fini jedoch bekannt, dass Forza Italia und Alleanza Nazionale an den am 13. und 14. April stattfindenden vorgezogenen Parlamentswahlen mit einer gemeinsamen Liste antreten werden, während die Lega Nord mit eigener Liste antreten und mit dem Popolo della Libertà lediglich eine Listenverbindung eingehen wolle. Die UDC sprach sich gänzlich gegen eine Teilnahme am Popolo della Libertà aus und trat zur Parlamentswahl 2008 ohne Bündnispartner an.
PdL und Lega Nord gewannen die Wahl und stellten anschließend das Kabinett Berlusconi IV. Il Popolo della Libertà erstarkte im März 2009 vom Wahlbündnis zu einer einheitlichen Partei, in der Forza Italia, Alleanza Nazionale und kleinere Mitte-rechts-Parteien aufgingen.